# 长江口

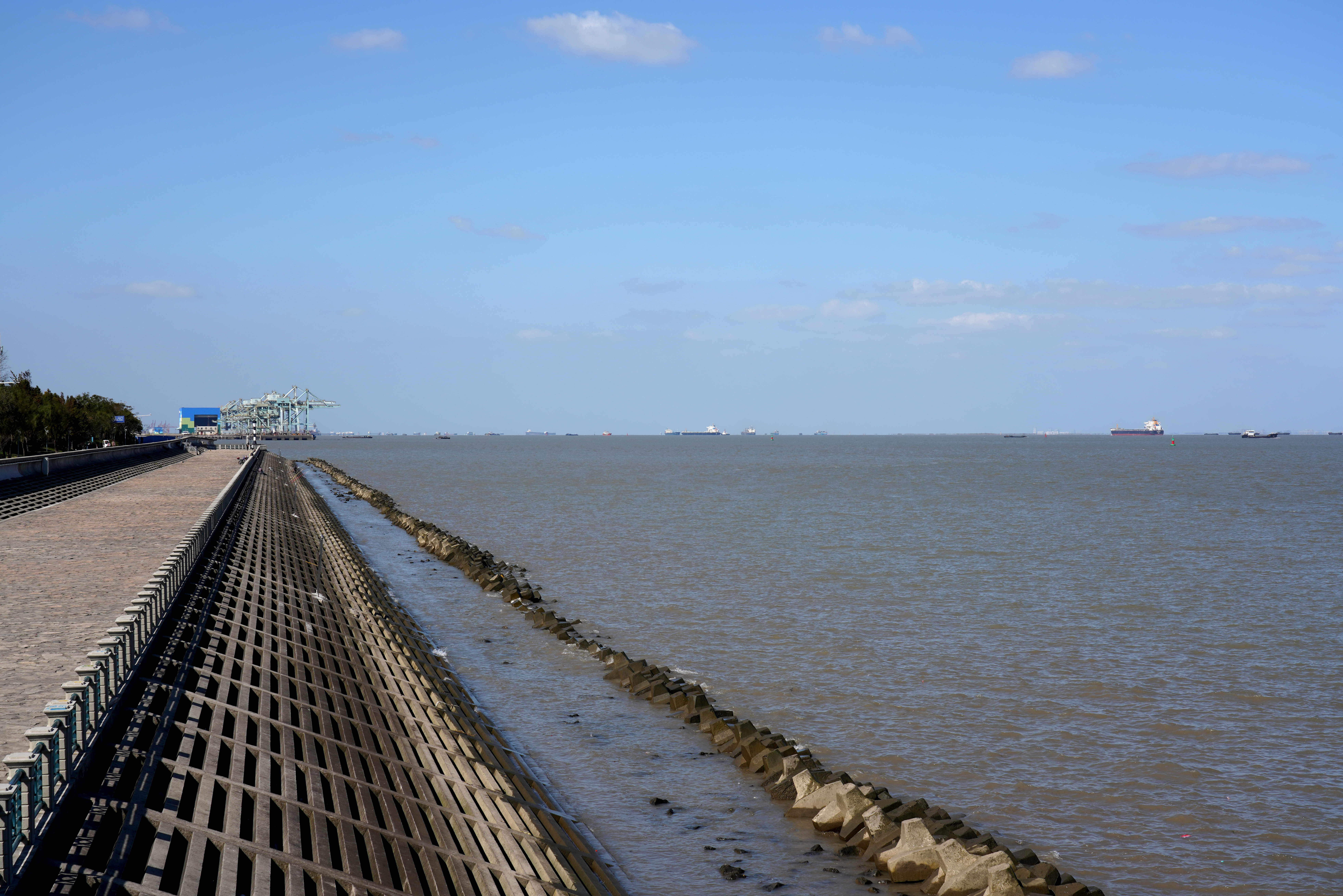
上海宝山附近的长江入海口

长江口是长江在东海入海口的一段水域，从江苏江阴鹅鼻嘴起，到入海口的鸡骨礁为止，长约232公里。

## 演变
长江三角洲为冲积平原，由于泥沙成年累月地堆积造成新的陆地，长江的河口也一直在变化。
两千年前，长江入海口在今天的扬州、镇江附近。至公元3世纪，长江入海口在江阴一带。到了唐武德元年（618年），崇明岛开始形成，自此河口被分为南北两支。19世纪后期，长兴岛、横沙岛陆续露出水面，后又形成了九段沙。
长江每年挟带约4.86亿吨泥沙入海，在长江口淤积有大量泥沙，给附近航道的安全带来隐患。政府每年需要在长江口进行疏浚工程，将堆积的泥土挖走以保持航道畅通。
为了促进废物再利用，地方政府将一些被挖出的泥土用于填海造陆。上海市政府自2003年至2020年间，将位于长江口的横沙岛面积增加到原先的三倍，而填海所用材料就来源于长江口疏浚时挖出的泥沙。新形成的陆地现命名为横沙新洲，目前全部作为农业用途，不过也有用于建设大型港口的设想。

## 水道命名

长江口水道由各大岛屿分隔为数个分支，从上游到下游依次为：
- 崇明岛以北的水道称为“北支”，崇明岛以南的水道称为“南支”；
- 南支水道在长兴岛一分为二，北侧称为“北港”、南侧称为“南港”；
- 南港水道在九段沙再一分为二，北侧称为“北槽”、南侧称为“南槽”。

其中南支水道—南港水道—北槽水道一线为长江口的主要航道，水深约7米。